# (10249) Harz
(10249) Harz – planetoida z pasa głównego asteroid okrążająca Słońce w ciągu 4 lat i 51 dni w średniej odległości 2,58 j.a. Została odkryta 17 października 1960 roku przez Cornelisa i Ingrid van Houtenów. Przed nadaniem nazwy planetoida nosiła oznaczenie tymczasowe (10249) 9515 P-L.